# Bentley 4 ½ Litre
Der Bentley 4 ½ Litre war ein Pkw-Modell des Herstellers Bentley. Die Fahrzeuge entstanden aus den zwischen 1927 und 1931 von Bentley angebotenen Fahrgestellen und Karosserieaufbauten verschiedener Stellmacherbetriebe. Ab 1929 war zusätzlich ein leistungsgesteigertes Modell mit Kompressor erhältlich, das als Blower Bentley bekannt wurde. Seit 2020 legt Bentley mit der „Blower Continuation Series“ eine exklusive Kleinserie der 4 ½ Litre „Blower“ neu auf.

## Geschichte

### 1927–1931 Bentley 4 ½ Litre

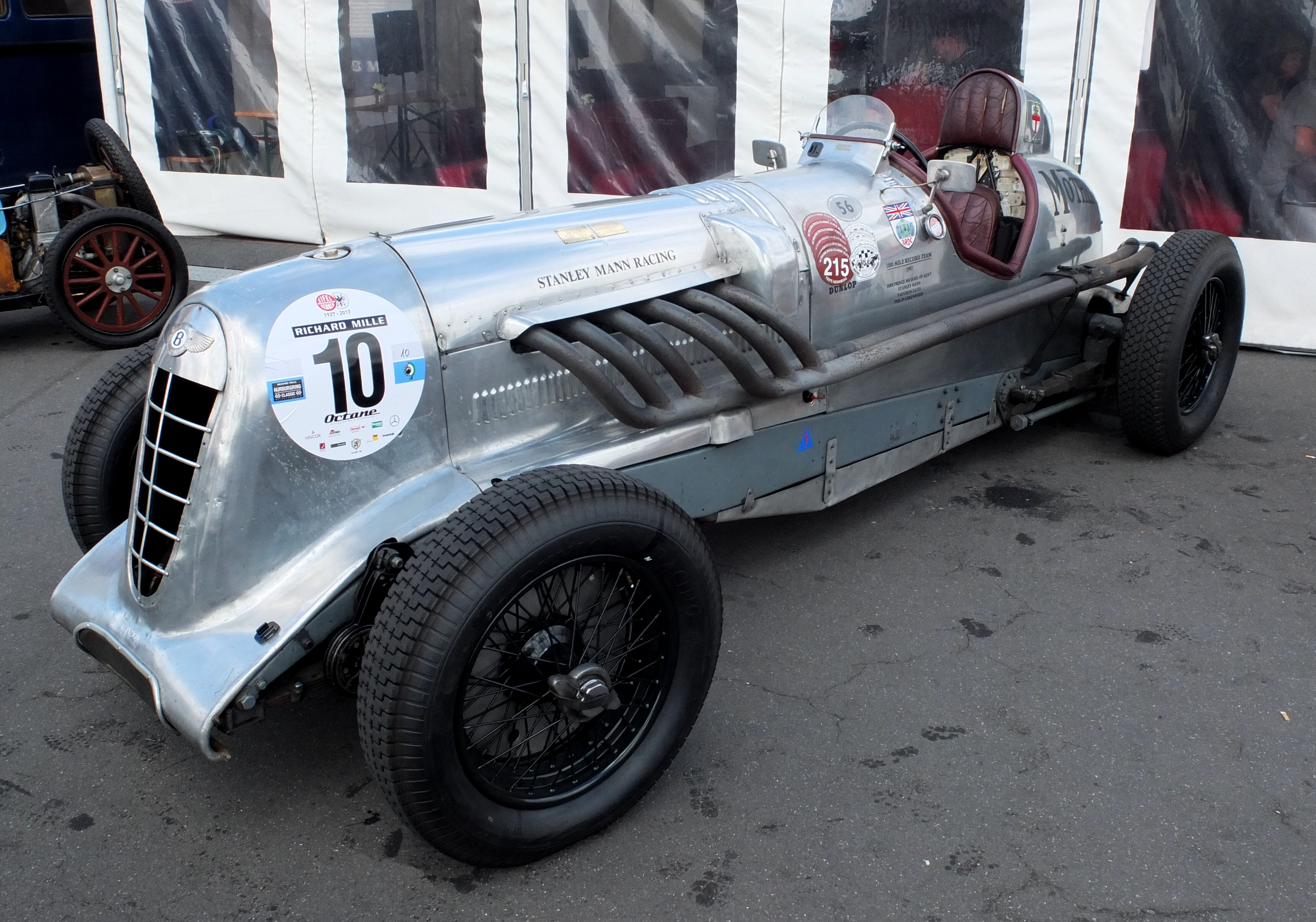
Bentley „Mother Gun“, 1936/37 zum Monoposto umgebaut

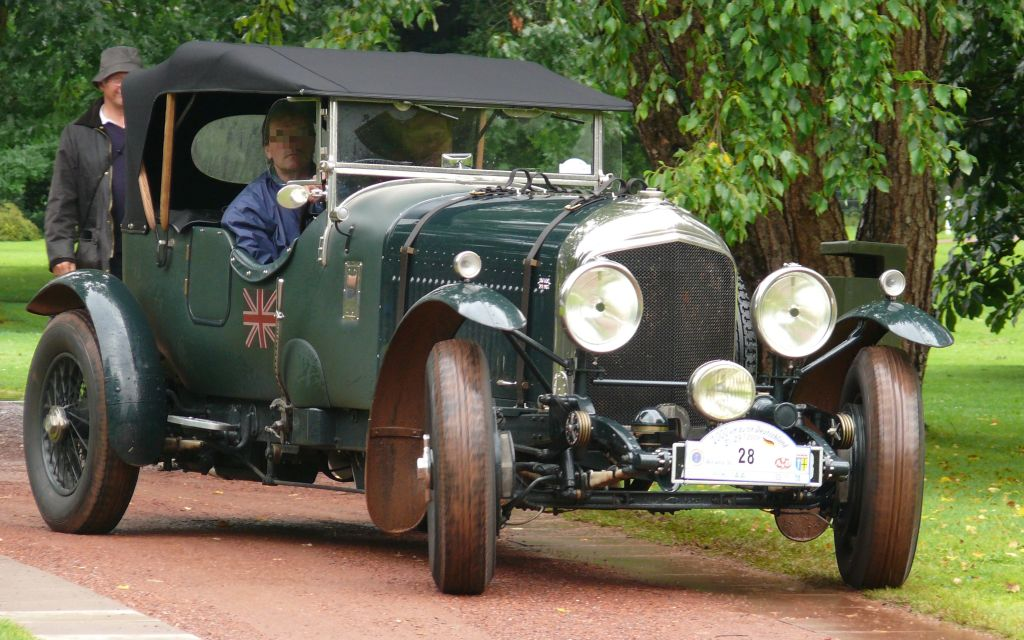
Bentley 4 ½ Litre; Le-Mans-Sieger 1928

Mit Siegen auf den wichtigsten Rennstrecken erwies sich der Bentley 4 ½ Litre als erfolgreich. Unter anderem gewann das Modell das 24-Stunden-Rennen von Le Mans 1928. Die erzielten Absatzzahlen konnten die verlorenen Stückzahlen durch die Produktionseinstellung des 3 Litre ersetzen. Der 4 ½ Litre war auch der erste Bentley, bei dem die Produktionskosten durch die strikte Begrenzung auf zwei Chassisvarianten in engem Rahmen gehalten wurden.
Die Absatzzahlen des 4 ½ Litre waren gut – letztlich wurde aber auch dieses Modell Opfer der Wirtschaftskrise. So wurden 1929 noch 234 Chassis gefertigt. 1930 sank die Produktion auf 79 Einheiten. In den letzten sechs Monaten von 1931 sank sie gar auf 15 Chassis. Insgesamt wurden 669 Chassis produziert, darunter sechs Chassis, die 1936/37 von Rolls-Royce noch aus Ersatzteilen hergestellt wurden.

### 1929–1931 Bentley 4 ½ Litre Supercharged („Blower“)

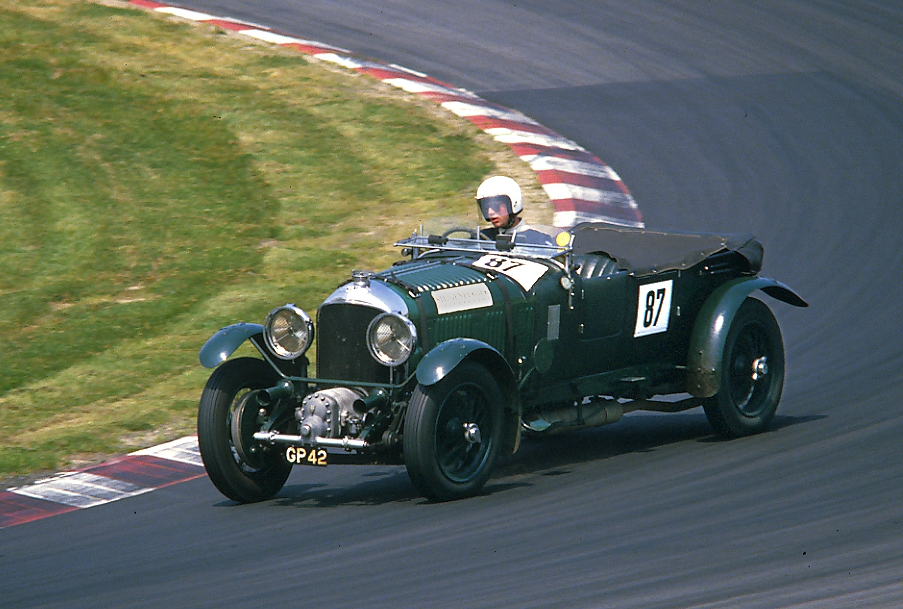
Bentley 4 ½ Litre Supercharged (Blower Bentley) mit Roots-Kompressor 1989 auf dem Nürburgring

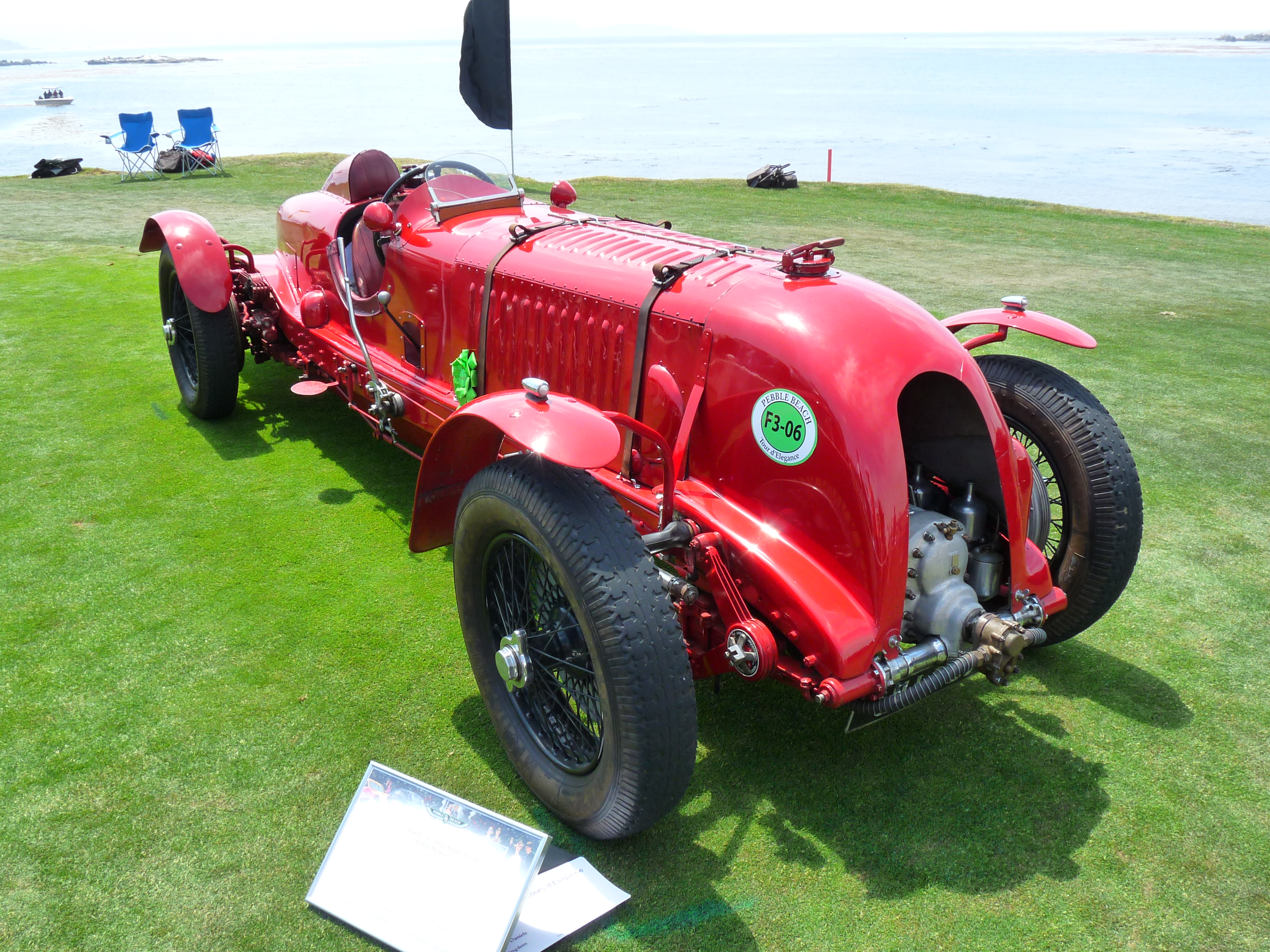
Tim Birkins „Bentley Blower No. 1“

Tim Birkin, wie Woolf Barnato auch ein Bentley-Boy, baute in Eigeninitiative und mit finanzieller Unterstützung von Dorothy Paget ab Januar 1929 einen 4 ½ Litre um. Das Fahrzeug wurde mit einem Roots-Kompressor und weiteren Modifikationen ausgestattet und so zum Bentley 4 ½ Litre Supercharged modifiziert. Birkin baute in seiner Werkstatt insgesamt fünf der heute Birkin-Blower genannten Modelle, wovon eines jedoch nicht fahrbereit war.
Walter Owen Bentley war von dem Fahrzeug nicht überzeugt. 1929 schrieb er zum Supercharged-Prinzip: „to supercharge a Bentley engine was to pervert its design and corrupt its performance“, über die Paget-Birkin-Partnerschaft die den Supercharged geschaffen hatte „the organisation that gave us all a good deal of additional anxiety during our already anxious last months“ und über Birkin: „His gaily vivid, restless personality seemed to be always driving him on to something new and spectacular, and unfortunately our 4 1/2-liter car was one of his targets.“
Der ab April 1930 angebotene „Blower“ war ein technisches (Öldruck/Schmierung, Kühlung usw.) und finanzielles Desaster. Geradezu abenteuerlich war der Treibstoffverbrauch des Blowers: So lag der Verbrauch des 4 ½ Litre bei einer Geschwindigkeit von 100 km/h bei 16 Litern/100 km, der Blower-Bentley hingegen brauchte 102 Liter.
Auf das technische Verhängnis folgte das finanzielle. Um in Le Mans zugelassen zu werden, mussten mindestens 50 Fahrzeuge eines Typs produziert worden sein. Barnato ordnete den Bau der Fahrzeuge an – gegen den Willen von W. O. Bentley. Das Unternehmen produzierte die Einzelteile für die geforderten 50 Fahrzeuge und baute nach Eingang der Bestellung zusammen. Der Verkauf dieser „Lagerware“ verlief allerdings wegen der ausbleibenden Rennerfolge sehr schleppend. So wurde im Januar 1931 der Preis gesenkt, um den Verkauf anzukurbeln, was auch gelang. Der ursprüngliche Preis von 1.475 £ wurde im Januar 1931 auf 1.150 £ gesenkt, womit der Wagen nur noch 100 £ mehr als ein Standard-4 ½ Litre kostete. In den sechs Produktionsmonaten von 1931 wurden so noch 27 Fahrgestelle verkauft.
Barnato gewann die Le-Mans-Rennen der Jahre 1929 und 1930 jeweils im von W. O. Bentley konstruierten Bentley Speed Six. Er fuhr somit nicht den von ihm selbst in Auftrag gegebenen Blower. 1929 konnten zwei 4 ½ Litre auf den Plätzen 2 und 3 das Ziel erreichen. 1930 waren zwei Blower eingesetzt, von denen einer sogar die schnellste Runde des Rennens fuhr. Allerdings fielen dann beide Blower wegen technischer Defekte aus.
Insgesamt wurden 55 Chassis produziert, davon fünf (einschließlich eines nicht fahrbereiten) bei Birkin, 49 von Bentley sowie ein weiteres im Jahre 1933 durch Rolls-Royce.

### 1936–1937: 4 ½ Litre Reconditioned

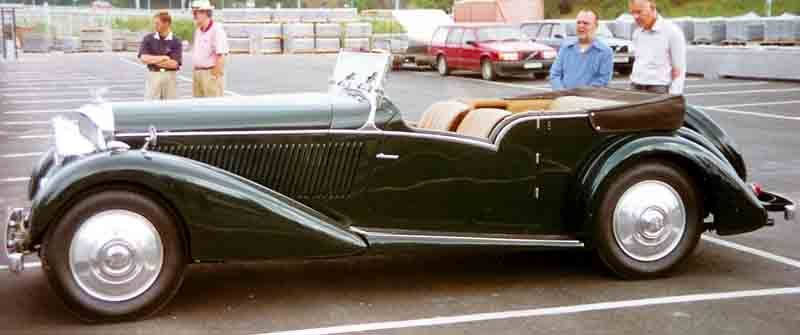
Bentley 4 ¼ Litre 1936

Nachdem Bentley 1931 vom Konkurrenten Rolls-Royce aufgekauft worden war, wechselte auch der Lagerbestand den Besitzer. Rolls-Royce produzierte ab 1933 die neuentwickelten Modelle Bentley 3 ½ Litre und 4 ¼ Litre, mit denen keine Teile aus dem Bestand kompatibel waren. 1936/37 wurden sechs Bentley 4 ½ Litre als „RC-Series“ aus den seit Jahren bevorrateten Ersatzteilen neu aufgebaut, ähnlich wie beim 3-Litre-Modell. Sie unterschieden sich allerdings von der ursprünglichen Werksausführung, denn die Getriebe stammten aus dem Bestand für den Bentley 4 ½ Litre Kompressor. Die Hinterachsen stammten teils vom Kompressor-Bentley, teils vom Bentley 6 ½ Litre. Die Vorderachsen dagegen waren ursprünglich für den Bentley 4 ½ Litre bzw. für den 4 Litre vorgesehen. Die Lenkung entstammte ebenfalls dem 4 Litre. Einschließlich dieser sechs Chassis beläuft sich die Gesamtproduktion des Bentley 4 ½ Litre auf 665 Fahrgestelle. Mit Ausnahme eines Aufbaus von Corsica erhielten alle Wagen viersitzige Aufbauten von Vanden Plas und wurden mit fünfjähriger Garantie an die Kunden ausgehändigt.

### Seit 2020: 4 ½ Litre Blower Continuation Series
2020 gab Bentley bekannt, 12 Exemplare des Blower in einer Continuation Series wieder aufleben zu lassen. Nach den historischen Spezifikationen und an den damaligen Fertigungsprozessen orientiert, werden in Crewe die Fahrzeuge neu aufgebaut. Das erste Exemplar, Bentley Blower Car Zero genannt, wurde im Dezember 2020 präsentiert.